# Bernisse

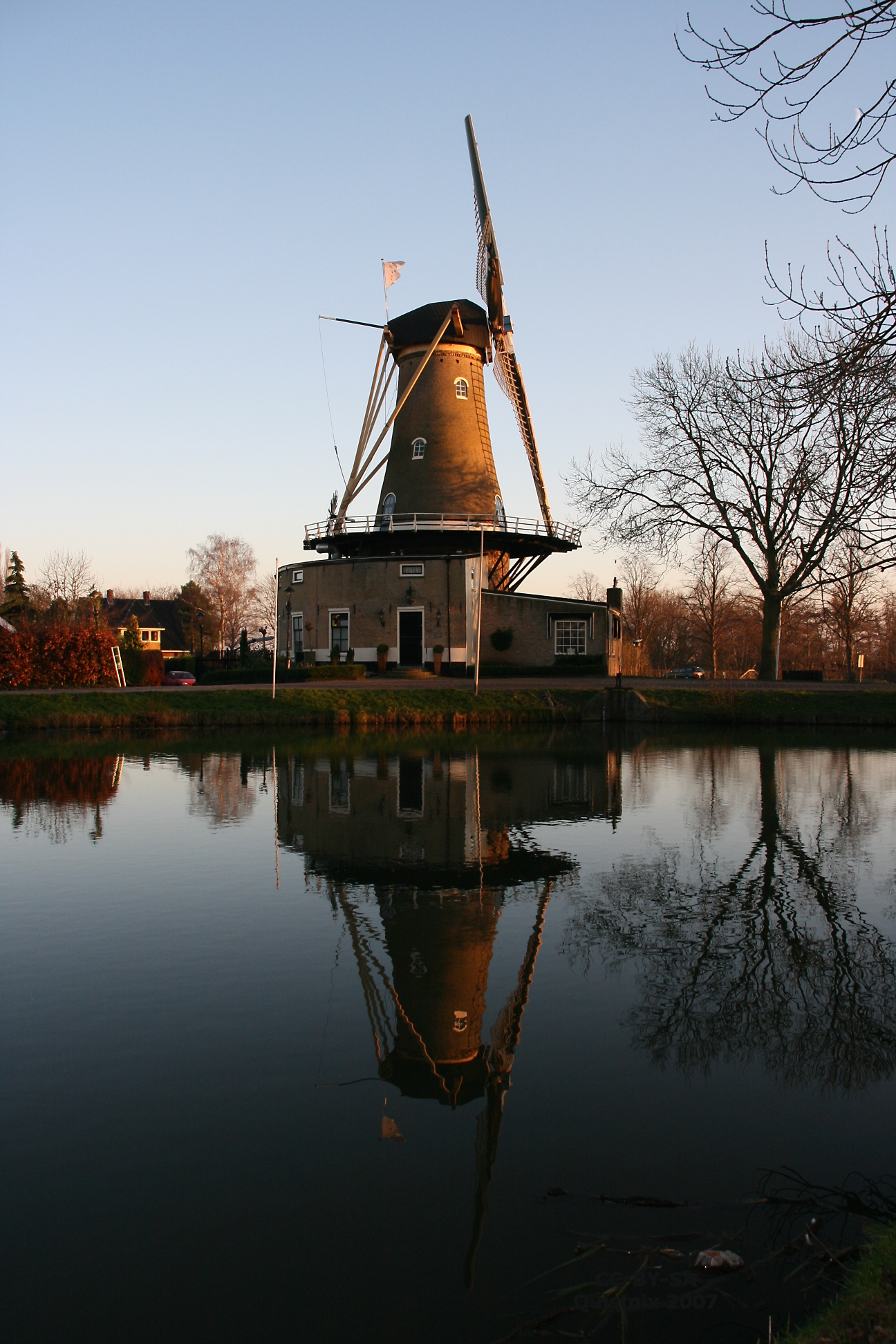
Bernisse väderkvarn.

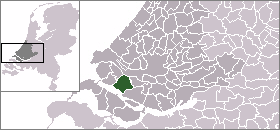
Bernisses läge.

Bernisse är en historisk kommun i provinsen Zuid-Holland i Nederländerna. Kommunens totala area var 68,59 km² (där 11,25 km² är vatten) och invånarantalet var på 12 684 invånare (2004). Sedan 2015 ingår Bernisse i Nissewaard.